# Justine Bitagoye
Justine Bitagoye es una periodista, productora, guionista y directora de cine de Burundi.

## Carrera
Cineasta independiente de Burundi, Bitagoye trabaja como periodista para la Autoridad Nacional de Radio y Televisión. Tiene una licenciatura en historia de la Universidad Nacional de Burundi y una maestría en periodismo ambiental de la Universidad de Karera en Uganda. 

## Filmografía
Moussa (2005)
Documental; Primera colaboración de Bitagoye con Gaudiose Nininahazwe.
Mieux vaut mal vivre que mourir (2006)
Película documental, creada y dirigida con el cineasta burundés Gaudiose Nininahazwe. Sigue la difícil vida de las personas que viven en un basurero de la ciudad.
Fue elegida para su proyección en festivales de todo el mundo y recibió una mención especial en FESPACO y en el Festival Internacional de Cine de Montecarlo.
Kazubaː le soleil se lève (2008)
Documental sobre Sybil Anita, huérfana de la zona rural de Burundi. A los 11 años, comenzó a participar en concursos de canto y finalmente se convirtió en una artista internacional, actuando en varios idiomas. También es activista por los derechos de las mujeres y la reconciliación política.
Rwagasoreː vie, combat, espoir (2012)
Documental biográfico, dirigido por Bitagoye y Pascal Capitolin.
Se estrenó en honor al 50 aniversario de la independencia de Burundi y cuenta la historia del hombre que se convirtió en símbolo de la lucha contra el colonialismo: el príncipe Louis Rwagasore, hijo del rey Mwambutsa IV Bangilisenge. Durante su corta vida política, reunió apoyo militante para su visión: la liberación completa de la colonización belga. En 1961, durante las primeras elecciones libres de Burundi, su partido, Unión para el Progreso Nacional (UPRONA), se impuso y fue elegido primer ministro. Sin embargo, pocos días después de establecer su gobierno, fue asesinado el 13 de octubre de 1961 y no vivió para ver el día en que su país finalmente declaró la independencia, el 1 de julio de 1962.
Fue realizada basándose principalmente en relatos de testigos, debido al escaso registro documental sobre este líder de la independencia de Burundi.
Fue seleccionada para su proyección en festivales de cine internacionales, entre ellos:
- Afrika Filmfestival 2013
- AfricAvenir presenta: "Perspectivas africanas"
- Festival de Cine de Ruanda 2013
- Jenseits von Europa XIII
- Au-delà de l'Europe
- Festival de Cine Africano de Colonia 2014
- Afrika Filmfestival 2014
- Les mardis de Mémoires du Congo 2017